# فيساك
فيساك (بالبالي: Vesākha؛ بالسنسكريتية: vaiśākha)، والمعروف أيضًا باسم بوذا جايانتي، وبوذا بورنيما، ويوم بوذا، هو عطلة يحتفل بها البوذيون تقليديًا في جنوب آسيا وجنوب شرق آسيا، وكذلك في التبت ومنغوليا. وهو من بين أهم المهرجانات البوذية. يحتفل المهرجان بميلاد غوتاما بوذا وتنويره (بالبالي: Nibbāna، بالسنسكريتية: Nirvāṇa)، ووفاته (Parinirvāna) في ثيرافادا والبوذية التبتية ونافايانا.
اسم فيساك مشتق من المصطلح البالي vesākha أو السنسكريتي vaiśākha للشهر القمري Vaisakha، والذي يعتبر شهر ميلاد بوذا. في تقاليد الماهايانا البوذية، يُعرف العيد باسمه السنسكريتي (Vaiśākha) والمتغيرات المشتقة منه.
في التقاليد الآسيوية الشرقية، يحدث الاحتفال بعيد ميلاد بوذا عادةً حول التوقيت التقليدي لفيساك، بينما يتم الاحتفال بصحوة بوذا ووفاته كعطلات منفصلة تحدث في أوقات أخرى في التقويم مثل يوم بودي ويوم نيبانا. في التقاليد الآسيوية الجنوبية، حيث يتم الاحتفال بفيساك في يوم اكتمال القمر في شهر فايساكا، يمثل يوم فيساك ميلاد بوذا وتنويره ووفاته النهائية.

## الأمم المتحدة
أقرت الجمعية العامة للأمم المتحدة قرارها رقم 54/115 الصادر في 15 كانون الأول/ديسمبر 1999 المعنون "الاعتراف الدولي بيوم فيساك في مقر الأمم المتحدة ومكاتب الأمم المتحدة الأخرى". وذلك بناءً على مقترح مقدم من سريلانكا لإعلان يوم فيساك عطلة عامة دولية. ويعتبر الأقرار الدولي بيوم فيساك اعترافاً بالمساهمات التي قدمها بوذا والبوذية لأكثر من ألفين وخمسمائة عام. كما يدعو القرار إلى إحياء ذكرى هذا اليوم سنويًا في مقر الأمم المتحدة في نيويورك، وفي اليونسكو ومكاتب الأمم المتحدة الأخرى في جميع أنحاء العالم.